# Лохув (гмина)
Лохув (пол. Łochów) — гмина (уезд) в Польше, входит как административная единица в Венгрувский повет, Мазовецкое воеводство. Население — 17 446 человек (на 2004 год).

## Демография
| Перепись                       | Всего   | Всего | Женщины | Женщины | Мужчины | Мужчины |
| ------------------------------ | ------- | ----- | ------- | ------- | ------- | ------- |
| Единицы                        | человек | %     | человек | %       | человек | %       |
| Население                      | 17 446  | 100   | 8815    | 50,5    | 8631    | 49,5    |
| Плотность населения (чел./км²) | 89,5    | 89,5  | 45,2    | 45,2    | 44,3    | 44,3    |

## Сельские округа
1. Бачки
2. Бархув
3. Бжуза
4. Будзиска
5. Бураковске
6. Домброва
7. Гвиздалы
8. Ясёрувка
9. Ежиска
10. Калиновец
11. Калиска
12. Камённа
13. Карчевизна
14. Ляски
15. Лазы
16. Лоев
17. Лопянка
18. Лосевице
19. Майдан
20. Маталы
21. Надколе
22. Огродники
23. Острувек
24. Погожелец
25. Самотшаск
26. Шумин
27. Твароги
28. Вулька-Паплиньска
29. Загродники
30. Замбжинец

## Соседние гмины
1. Гмина Браньщик
2. Гмина Ядув
3. Гмина Корытница
4. Гмина Садовне
5. Гмина Сточек
6. Гмина Вышкув